# Tocantinsia piresi
Tocantinsia piresi és una espècie de peix de la família dels auqueniptèrids i de l'ordre dels siluriformes.

## Morfologia
- Els mascles poden assolir 10 cm de longitud total.[1][2]

## Hàbitat
És un peix d'aigua dolça i de clima tropical.

## Distribució geogràfica
Es troba a Sud-amèrica: conca del riu Tocantins.